# 徐迟报告文学奖
徐迟报告文学奖是由中国报告文学学会和浙江南浔人民政府联合创办的报告文学奖项，以中国当代报告文学作家徐迟的名字命名。2016年5月22日，中国报告文学学会决定，自第六届开始，南浔将作为“徐迟报告文学奖”永久固定颁奖地点。

## 历届获奖名单

### 第一届（2002）[1]

#### 中短篇作品
- 《大雁情》
- 《世界大串联》
- 《祖国高于一切》
- 《强国梦》
- 《一封终于发出的信》
- 《伐木者，醒来》
- 《扬眉剑出鞘》
- 《长江三峡：中国的史诗》
- 《“希望工程”纪实》
- 《西部的倾诉》
- 《胡杨泪》
- 《西部在移民》

#### 长篇作品
- 《敦煌之恋》
- 《落泪是金》
- 《中国农民大趋势》
- 《唐山大地震》
- 《没有家园的灵魂》
- 《命运》
- 《西路军女战士蒙难记》
- 《中国知青梦》
- 《智慧风暴》
- 《南京大屠杀》

### 第二届（2004）[2]
- 李春雷《宝山》
- 何建明《根本利益》
- 赵瑜、胡世全《革命百里洲》

### 第三届（2008）[3]

#### 荣誉奖
- 朱晓军《天使在作战》
- 何建明《部长与国家》
- 党益民《用胸膛行走西藏》
- 王宏甲《中国新教育风暴》
- 王树增《长征》

#### 优秀奖
- 梅洁《大江北去》
- 李新烽《非洲踏寻郑和路》
- 魏荣汉、董江爱《昂贵的选票》
- 徐风《花非花》
- 阿莹《中国9910行动》
- 徐剑《东方哈达》
- 刘继明《梦之坝》
- 寒青《大巴山的呼唤》
- 紫金《寂寞英雄》
- 傅宁军《吞吐大荒》

### 第四届（2011）[4]

#### 报告文学奖
- 赵瑜《寻找巴金的黛莉》
- 李春雷《木棉花开》
- 何建明《生命第一》
- 丰收《王震和我们》
- 杨黎光《中山路》

#### 优秀奖
- 党益民《守望天山》
- 陈启文《南方冰雪报告》
- 王旭烽《家国书》
- 李鸣生《震中在人心》
- 彭荆风《解放大西南》
- 贾宏图《我们的故事》
- 李青松《一种精神》
- 赵俊华《大德建东》
- 胡平《情报日本》
- 刘卫兵《回望20年》

### 第五届（2014）[5]

#### 报告文学奖
- 陈启文《命脉：中国水利调查》
- 阎 纲《美丽的夭亡》
- 丁 燕《低天空：珠三角女工的痛与爱》
- 李青松《乌梁素海》
- 王国平《一枚铺路的石子》

#### 优秀奖
- 郭晓晔《孤独的天空》
- 叶多多《一个人的滇池保卫战》
- 薛媛媛《中国橡胶的红色记忆》
- 余艳《板仓绝唱》
- 聂还贵《中国，有一座古都叫大同》
- 李玲修 王鼎华《乒乓中国梦》
- 马娜《滴血的乳汁》
- 梅洁《汉水大移民》
- 贺平《千里走黄河》
- 朱晓军、李英《让百姓做主——浙江省琴坛村罢免村主任纪事》

#### 提名奖
- 章剑华《承载》
- 寒青《起航，信义之船》
- 丁晓平《中共中央第一支笔》
- 钟法权《陈独秀江津晚歌》
- 杜文娟《阿里 阿里》
- 王宏甲 刘 建《农民》
- 熊光炯《心远》
- 冯 锐《亮剑湄公河》
- 鲍尔吉·原野《最深的水是泪水》
- 靳怀堾《悲壮三门峡》
- 贺小晴《艰难重生路》
- 卜谷《为毛泽覃守灵的红军妹》
- 侯钰鑫《大师的背影》
- 一合、薛景辰《红脸》
- 毛眉《罗阳走后》
- 康纲联《扼住命运的咽喉》

### 第六届

#### 长篇作品
- 李延国《根据地：中国共产党人不能忘却的记忆》
- 程雪莉《寻找平山团》
- 章剑华《故宫三部曲》
- 张国云《致青藏》
- 高建国《一颗子弹与一部红色经典》

#### 中短篇作品
- 曹岩《极度威胁》
- 朱晓军、杨丽萍《快递中国》
- 马娜《天路上的吐尔库》

### 第七届（2018）[6]

#### 长篇作品
- 张子影《试飞英雄》
- 李发锁《围困长春》
- 高艳国、赵方新《中国老兵安魂曲》
- 丁晓平《世界是这样知道长征的》
- 高洪雷《大写西域》

#### 中短篇作品
- 李英《第三种权利》
- 艾平《一个记者的长征》
- 沙志亮《刀尖上的舞者》

#### 提名奖
- 杨文学《信仰无价》
- 彭雁华《阳光大姐的故事》
- 陈新《蛟龙逐梦》
- 丁捷《追问》
- 黄立轩《筑梦大海》
- 杨绣丽《蹈火英雄》
- 邢小俊《拂挲大地》

### 第八届 （2021年）[7]

#### 中国报告文学创作终身成就奖
- 鲁光
- 李延国

#### 长篇报告文学
- 古岳《冻土笔记》
- 李迪《加油站的故事》
- 高鸿《水无穷处——南浔笔记》
- 阿克鸠射《悬崖村》
- 牛海坤《额济纳河畔》

#### 中短篇作品
- 王剑冰《生命的重量》
- 徐锦庚《行走的脊梁》
- 余艳《大国引擎》

#### 优秀作品
- 赖赛飞《嘱托》
- 陆士虎《江南豪门》
- 叶梅《大对撞》
- 刘笑伟、王志国《家·国》
- 张雅文《妈妈，快拉我一把》
- 吕铮《中国测谎师崔燕平》
- 李青松《把自然还给自然》
- 王国平《美丽的村庄在说话》

### 第九届（2023年）[8]

#### 中国报告文学创作终身成就奖
- 何建明
- 李炳银
- 黄传会

#### 长篇报告文学
- 沉洲《乡村造梦记》
- 张中海《黄河传》
- 哲夫《爱的礼物》
- 张茂龙《让我护佑你的心》
- 张庆国《犀鸟启示录》

#### 中短篇作品
- 邢小俊、陈雪萍《唱支山歌给党听》
- 厉彦林《沂蒙壮歌》
- 陈丽伟《车间里的故事》

#### 提名作品
- 鲁顺民、陈克海《赵家洼的消失与重生》
- 朱朝敏《百里洲纪事》
- 何弘、尚伟民《粮食、粮食》
- 紫金《大地如歌》
- 朵拉图、逄春阶《家住黄河滩》
- 彭名燕《用爱吻你的痛》
- 沈洋《昭通：磅礴之路》
- 钟兆云《与草为伍》

### 第十届（2025年）

#### 中国报告文学创作终身成就奖
- 吴泰昌
- 汪兆骞

#### 长篇报告文学
- 布仁巴雅尔、杨楣《中国牧民》
- 鲁顺民《将军和他的树》
- 聂震宁《有书香的地方》
- 陆士虎《生命的烛光》
- 丁捷《望洋惊叹》
- 赵川《脉动大湾》

#### 中短篇作品
- 康岩《播火者郭大力》
- 孙岸英《“杏”福花开》

#### 提名作品
- 李玉梅《大道》
- 尹红芳《杜鹃红》
- 陈果《大成昆》
- 孙晶岩《中国冬奥》
- 杨自强《淬炼》
- 郭保林《大江本纪》
- 徐向林《东方湿地》
- 李琭璐《苍生大医》
- 欧阳华《十年巨变》